# Ilgazi
Najemadim Ilgazi ibne Ortoque (Najm ad-Din Il Ghazi ibn Ortoq; 3 de novembro de 1122) foi um oficial turco da família dos ortóquidas a serviço do Império Seljúcida, filho de Artuque. Era emir de Mardim e tornou-se atabegue de Alepo de 1118 a 1122.

## Vida
Ilgazi era filho de Artuque, fundador da família dos ortóquidas. Seu irmão Soquemã ibne Ortoque sucedeu seu pai em 1091 como governador de Jerusalém sob a suserania de Tutuxe I, sultão seljúcida da Síria, e desde 1095 tornar-se-ia vassalo de Ducaque, filho do falecido e emir de Damasco. Em 1098, aproveitando as dificuldades dos seljúcidas lutando com os cruzados que sitiaram Antioquia, o vizir fatímida Lavendálio atacou a Palestina e tomou Jerusalém defendida por Soquemã e Ilgazi. Estes últimos puderam, no entanto, juntar-se livremente a Damasco, mas como suas outras fortalezas ficam no norte da Síria, partiram para Alepo, onde se colocaram a serviço de Raduano, irmão e inimigo de Ducaque.
Seu irmão venceu a Batalha de Harã sobre os francos em 1104, mas morreu pouco depois de tentar libertar Trípoli das tropas de Raimundo IV que sitiavam a cidade, enquanto Ilgazi administrava o reduto da família de Mardim. Pouco depois, foi nomeado comissário do sultão seljúcida para o califa e, aliado de Raduano, emir de Alepo e de Albi ibne Arslantaxe, senhor de Sinjar, atacou Jequermixe, atabegue de Moçul em maio de 1106. Jequermixe só saiu disso criando discórdia entre os aliados, que não tiveram tempo de se separar. Em abril de 1110, Ilgazi se juntou à contracruzada de Maudade, mas este não conseguiu retomar Edessa. No ano seguinte, não participou da contracruzada, contentando-se em mandar seu filho Aiaz para lá, mas participou da de 1113.
Ilgazi então rejeitou a suserania do sultão seljúcida. Após o assassinato de Maudade em 1113, o novo atabegue de Moçul, Aque Suncur Bursuqui, assumiu as contracruzadas, submeteu Ilgazi em maio de 1114 e o obrigou a providenciar um destacamento para ajudá-lo a sitiar Edessa. Mas Bursuqui briga com Ilgazi, mandou prender Aiaz e os ortóquidas formam uma frente unida para derrotá-lo. Em 1115, os principais emires sírios, Ilgazi em Mardim, Lulu Iáia em Alepo e Toguetequim em Damasco coligaram-se e aliaram-se aos francos contra uma nova contracruzada de Bursuqui.
Em 1117, o eunuco Lulu que governava Alepo em nome do emir Sultão Xá ibne Raduano foi assassinado. A cidade estava sob a ameaça de Rogério de Salerno, príncipe regente de Antioquia, e os alepinos decidiram que deviam ter um emir firme e poderoso para salvá-los dos francos, e escolheram Ilgazi. Este último tomou posse de Aleppo no verão de 1118, casou-se com a filha de Raduano e exilou Sultão Xá Resistiu aos francos o melhor que pôde, enviando constantemente pedidos de apoio a Baguedade, mas sem receber nenhuma resposta por causa das disputas de poder que sacudiam a cidade. Rogério multiplicou as incursões e provocações e Ilgazi decidiu fazer guerra contra ele. Em 28 de junho de 1119, venceu a Batalha do Campo de Sangue sobre Rogério que foi morto durante a batalha, mas não pôde explorar seu sucesso, embora apoiado por Toguetequim, porque o rei Balduíno II obrigou-os a se retirar durante a Batalha de Habe em 14 de agosto. Em 1120, Ilgazi tentou invadir o Condado de Edessa e devastou-o, mas Balduíno II interveio novamente e forçou-o a recuar.
Em 1121, concluiu uma frágil paz com os cruzados e declarou a jiade invadindo o Reino da Geórgia com uma força de 200 a 400 ou mesmo 600 mil homens, segundo as fontes. O rei Davi IV e seus soldados infligiram uma derrota catastrófica aos muçulmanos em Didegori em 12 de agosto. Ilgazi morreu de doença em 3 de novembro de 1122, e seus bens foram divididos entre seu filho mais velho Xamece Adaulá Suleimão, que recebeu Maiafariquim, seu segundo filho Huçamedim Temurtaxe que recebeu Mardim, seu sobrinho Balaque ibne Barã que recebeu Carpute e Palu e seu outro sobrinho Badre Adaulá Suleimão que recebeu Alepo.